# Empagliflozin
Empagliflozin, được bán dưới tên thương mại Jardiance và các nhãn khác, là một loại thuốc được sử dụng cùng với chế độ ăn uống và tập thể dục để điều trị bệnh tiểu đường loại 2. Nó ít được ưu tiên hơn metformin và sulfonylurea. Nó có thể được sử dụng cùng với các loại thuốc khác như metformin hoặc insulin. Nó không được khuyến cáo cho bệnh tiểu đường loại 1. Nó được đưa vào cơ thể qua miệng.
Các tác dụng phụ thường gặp bao gồm nhiễm trùng đường tiết niệu, nhiễm nấm vùng háng và đau khớp. Rarer nhưng tác dụng phụ nghiêm trọng hơn bao gồm nhiễm trùng da ở háng gọi là hoại tử Fournier và một dạng nhiễm toan đái tháo đường với lượng đường trong máu bình thường. sử dụng trong thai kỳ và cho con bú. Sử dụng không được khuyến cáo ở những người mắc bệnh thận đáng kể, mặc dù nó có thể giúp làm chậm sự tiến triển của các vấn đề về thận nhẹ. Empagliflozin là chất ức chế chất đồng vận chuyển glucose natri-2 (SGLT-2), và hoạt động bằng cách tăng lượng đường bị mất trong nước tiểu.
Empagliflozin đã được chấp thuận cho sử dụng y tế tại Hoa Kỳ vào năm 2014. Một tháng cung cấp ở Vương quốc Anh tiêu tốn của NHS khoảng 36,59 bảng vào năm 2019. Tại Hoa Kỳ, chi phí bán buôn của số tiền này là khoảng US $ 442. Năm 2016, đây là loại thuốc được kê đơn nhiều thứ 288 tại Hoa Kỳ với hơn một triệu đơn thuốc.

## Sử dụng y tế

### Bệnh tiểu đường loại 2
Empagliflozin được sử dụng kết hợp với chế độ ăn uống và tập thể dục phù hợp để giúp những người mắc bệnh tiểu đường loại 2 giảm lượng đường trong máu. Nó có thể được sử dụng cùng với các loại thuốc khác cho bệnh tiểu đường loại 2 như metformin, sulfonylureas và insulin. Khi so sánh với giả dược, empagliflozin đã dẫn đến giảm 0,7% trong huyết sắc tố A1c, một dấu hiệu lâu dài của mức đường huyết.